# 1120
Năm 1120 là một năm trong lịch Julius.